# Detlef Kremer

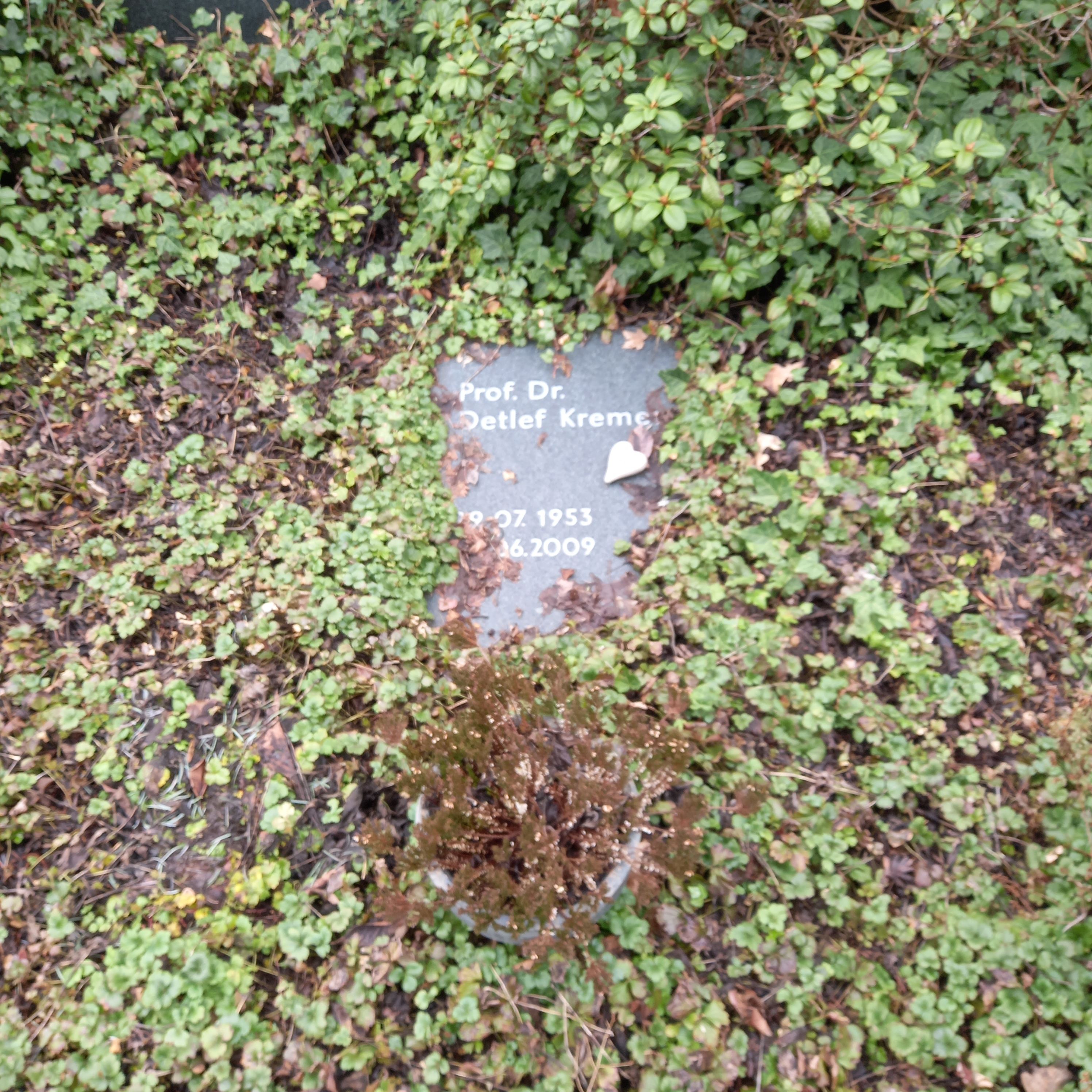
Das Grab von Detlef Kremer auf dem Friedhof Kirchdornberg in Bielefeld

Detlef Kremer (* 29. Juli 1953 in Oldentrup; † 3. Juni 2009 in Bielefeld) war ein deutscher Germanist und Literaturwissenschaftler.

## Leben
Er studierte Germanistik und Philosophie an der Universität Bielefeld, wo er 1982 promoviert wurde. In Bielefeld war er wissenschaftlicher Mitarbeiter und Assistent und habilitierte sich 1990 mit einer Schrift über E.T.A. Hoffmann und einige Zeitgenossen. Er wurde Hochschuldozent in Bielefeld, übernahm eine Gastdozentur in Debrecen, eine Lehrstuhlvertretung in Bielefeld und wurde 1996 auf eine Professur für Neuere deutsche Literaturwissenschaft am Germanistischen Institut der Universität Münster berufen.

## Schriften (Auswahl)
- Wezel. Über die Nachtseite der Aufklärung. Skeptische Lebensphilosophie zwischen Spätaufklärung und Frühromantik. München 1985, ISBN 3-7705-2272-9.
- Kafka, die Erotik des Schreibens. Schreiben als Lebensentzug. Frankfurt am Main 1989, ISBN 3-610-04725-9.
- Romantische Metamorphosen. E. T. A. Hoffmanns Erzählungen. Stuttgart 1993, ISBN 3-476-00906-8.
- Peter Greenaways Filme. Vom Überleben der Bilder und Bücher. Stuttgart 1995, ISBN 3-476-01345-6.